# Lago de Pátzcuaro
El lago de Pátzcuaro es un cuerpo de agua situado en el estado mexicano de Michoacán, ubicado a 63 km al oeste de la ciudad de Morelia. Se encuentra dividido entre los municipios de Erongarícuaro, Quiroga, Tzintzuntzan y Pátzcuaro, de este último del cual recibe su nombre. La principal vía de acceso es por la carretera 17 que parte de la capital del estado. El 2 de febrero de 2005 el lago y su área próxima (707 ha) fueron declarados como sitio Ramsar.
En el estado de Michoacán, el lago de Pátzcuaro constituye uno de los atractivos turísticos más visitados que formaron parte de un corredor de sitios arqueológicos, históricos, recreativos y culturales de la etnia purépecha, que va de Morelia a Uruapan. Los líderes purépechas establecieron la cuenca como el corazón del Imperio purépecha, que rivalizaba con el Imperio azteca antes de la conquista española. Las ciudades de Ihuatzio, Tzintzuntzan y Pátzcuaro fueron importantes centros purépechas.
El lago contiene siete islas: Janitzio, La Pacanda, Yunuén, Tecuena, un pequeño islote llamado Copujo, que se encuentra cerca de la isla Tecuena, Jarácuaro (donde es posible llegar por carretera), así como dos islas: Urandén Morelos y Urandén Morales. Estas dos últimas mantienen su característica isleña gracias al programa de dragado que lleva a cabo el gobierno del estado de Michoacán, ya que de otra forma estarían unidas a tierra firme por el descenso en el nivel del agua. En este sitio en particular existe una escuela de canotaje que aprovecha los canales artificiales para fomentar el deporte, hecho que ha dado a México un campeón de talla internacional: José Everardo Cristóbal Quirino.
El lago ha sufrido desde hace varias décadas un proceso de descenso en el nivel del agua, contaminación y eutrofización, como consecuencia del cambio climático, el crecimiento de las poblaciones circundantes, la deforestación y la erosión de los suelos. Varios estudios gubernamentales han procurado conocer los problemas a fondo de la cuenca lacustre desde la aparición de la Estación Limnológica de Pátzcuaro en 1938, y con ello dar solución a los problemas ambientales que persisten aún en el lago.

## Limnología
El Lago de Pátzcuaro, rico en especies, se encuentra a más de 2000 metros sobre el nivel del mar, en el centro de la cuenca, rodeado de montañas volcánicas con pendientes muy pronunciadas. Tiene una profundidad media de 4.70 metros y en su punto más profundo se han medido sólo 12 metros. Su volumen es de aproximadamente 580 millones de metros cúbicos. Presenta una superficie de 126.4 km².Su litoral es de 55 km[cita requerida] Debido a su escasa profundidad, el lago cuenta con extensos humedales en sus orillas, que se concentran sobre todo en las zonas de aguas poco profundas.
La temperatura media del agua fluctuó entre 15.80 y 16.70 °C de 1922 a 1979. En un estudio de 2014, en 2011 se midieron valores mínimos de 14.80 °C (valor de pH: 7.20) y máximos de 26.80 °C (valor de pH: 8.80). El valor medio ese año fue de 17.97 °C (valor de pH: 8.48) en febrero, 22.77 °C (valor de pH: 8.81) en mayo, 21.18 °C (valor de pH: 9.58) en julio y 18 °C (valor de pH: 9.02) en septiembre. El contenido de oxígeno descendió de forma continuada de media de 6.39 a 4.40 mg/l de febrero a septiembre. El aumento de algas a partir de julio fue claramente perceptible. Junto con el contenido de oxígeno, la salinidad también descendió en los mismos periodos de una media de 0.46 ‰ en febrero a 0.09 ‰ en septiembre y con ella la conductividad (febrero: 948.58 NS/cm; septiembre: 130.40 NS/cm). En 2011, el valor del pH en el lago osciló entre 8.48 y 9.02 de febrero a septiembre, por lo que se situó en el rango alcalino. Entre 2006 y 2007 ya se habían obtenido resultados de medición del pH similares, de 7.56 a 9.91. El contenido de fosfato en el lago no suele superar 1 ppm, a menos que haya habido contaminación por fertilizantes fosforados.

## Historia del lago
Investigaciones publicadas en 2000 con ayuda de perforaciones indican que hace 38 000 a 25 000 años pudo haber un flujo de salida del lago de Pátzcuaro hacia el sistema del río Lerma. En esta época se formaron depósitos lacustres altos en el lago. Antes y después del subsiguiente periodo frío de hace 25 000 a 13 000 años, se pueden detectar condiciones frías de agua dulce en el lago de Pátzcuaro. El lago también debió ser más profundo entonces de lo que es hoy. Entre hace 30 000 y 10 000 años, hay evidencias de especies de diatomeas que florecen en invierno y primavera. El polen y el espectro vegetal documentan condiciones climáticas generalmente más frías, con una humedad estacional significativamente mayor antes del Holoceno. Hace unos 10 000 años, el lago se hizo menos profundo y más eutrófico. Se desarrolló el clima actual. Durante el Holoceno medio, hace entre 6000 y 3000 años, el agua del lago era lo bastante alcalina como para depositar margas ricas en ostrácodos. La vida humana en el lago está documentada desde hace unos 4000 años.

## Clima, flora y fauna
El clima es subhúmedo, con cinco a seis meses de precipitaciones elevadas y un índice de precipitaciones de 922 a 1060 milímetros medidos entre 1922 y 1979; el índice de evaporación entre 1939 y 1985 ascendió a 1351 a 1810 milímetros. Las temperaturas exteriores medias en la zona de influencia del lago oscilan entre 12 y 18 °C.

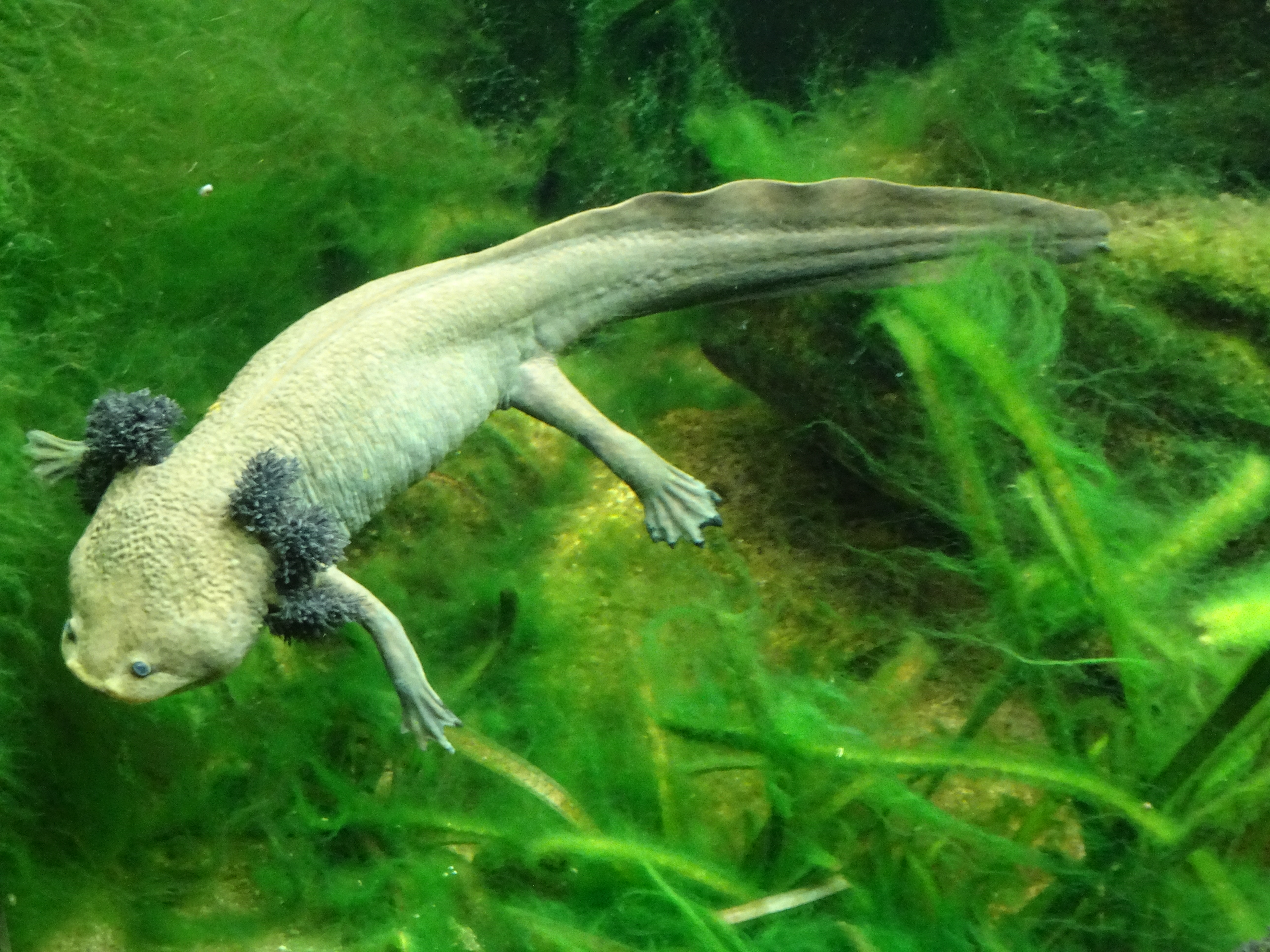
Ambystoma dumerilii o Ajolote de Pátzcuaro.

El lago también alberga una gran variedad de especies. El ajolote del lago de Pátzcuaro, en peligro de extinción, es endémico de la zona. También viven aquí al menos cuatro especies de peces: la acúmara (Algansea lacustris), el chorumo de Pátzcuaro (Allotoca diazi), el pez blanco (Chirostoma estor), en peligro de extinción, y la chegua (Alloophorus robustus). También presenta tres especies introducidas, como la lobina negra, la tilapia y la carpa. El acocil de Pátzcuaro (Cambarellus patzcuarensis), también conocido sólo en estado salvaje en este lago, también se considera una especie en peligro. En su forma cultivada de color naranja, goza de gran popularidad en los acuarios europeos desde poco después del cambio de milenio y es un embajador de su tierra natal. El Cambarellus patzcuarensis es un basibionte importante en su entorno natural del Lago de Pátzcuaro. En un estudio científico publicado en 2001, se identificaron un total de ocho especies de Epistylis como epibiontes en diferentes distribuciones sobre los exoesqueletos del crustáceo. Éstas eran: Epistylis bimarginata, Epistylis branchiophila, Epistylis carinogammari, Epistylis gammari, Epistylis gammari, Epistylis niagarae, Epistylis stammeri y Epistylis variabilis. Además de los ciliados mencionados, otros Ciliophora del grupo de los Suctoria se benefician de la presencia del cangrejo de río en el lago. Se trata de Podophrya sandy, Acineta tuberosa y Tokophrya quadripartita. Como hospedador de estas formas de vida, el cangrejo de río demuestra su gran importancia en el ecosistema acuático del lago y la necesidad de mantenerlo limpio.
Entre otros animales acuáticos o semiacuáticos, varios están restringidos en gran medida o totalmente al sistema del lago de Pátzcuaro, como la tortuga de pantano de patas rugosas de la subespecie tarascense,o la culebra de agua nómada mexicana, esencialmente inofensiva, de la subespecie patzcuaroensis.
La flora del lago comprende 48 especies de 22 familias de plantas, lo que lo hace particularmente rico en especies en comparación con otros sistemas acuáticos de México. El lago está rodeado de extensos humedales, designados sitio Ramsar desde 2005. La espadaña y otros juncos son la vegetación dominante, en densos rodales de más de 2 metros de altura. Los géneros vegetales típicos de los humedales son Typha, Scirpus, Eleocharis y Cyperus. Las especies dominantes de vegetación acuática son Potamogeton illinoensis, Scirpus pectinatus, Typha latifolia, T. domingensis y Nymphaea mexicana. También incluye, entre muchas otras, Bacopa monnieri, Berula erecta, Ceratophyllum demersum, Cyperus niger, Eleocharis montevidensis, Hydrocotyle ranunculoides, Limnobium laevigatum, Lemna gibba, Najas guadalupensis, Potamogeton pectinatus, Ranunculus dichotomus, Sagittaria latifolia, Sagittaria platyphylla, Scirpus californicus, Scirpus validus, Spirodela polyrrhiza, Utricularia macrorhiza, Wolffia brasiliensis, Wolffiella lingulata y Eichhornia crassipes.

## Cuenca hidrográfica
El lago de Pátzcuaro se encuentra en una cuenca endorreica, que no drena al mar. Una cuenca hidrográfica de 929 kilómetros cuadrados desagua en el lago, de los cuales 126.4 son la masa de agua. La cuenca del lago de Pátzcuaro se extiende 50 kilómetros de este a oeste y 33 kilómetros de norte a sur.
La cuenca del lago es de origen volcánico. En algunas épocas ha formado parte de un sistema hidrológico abierto y continuo formado por los lagos de Cuitzeo, Pátzcuaro y Zirahuén, que desaguaban en el río Lerma. Actualmente, al igual que los lagos Cuitzeo y Zirahuén, es una cuenca cerrada, aunque los ecologistas la consideran una subcuenca de la cuenca Lerma-Chapala.
En la cuenca que rodea a los humedales, la vegetación terrestre natural está compuesta por matorral xerófilo (1920-2100 m sobre el nivel del mar), bosques de pino y encino entrelazados con matorral xerófilo (2100-2400 m) y por bosques puros de pino-encino en las cimas más altas (2400-2900 m). Los bosques de pino-encino forman parte de la ecorregión de bosques de pino-encino del Eje Neovolcánico. En ellos habitan zorrillos, tlacuaches, tejones, ardillas, conejos y zorras grises.
En los últimos cincuenta años se ha intensificado la actividad humana en la cuenca. La agricultura y la ganadería en la cuenca han aumentado significativamente. Se han perdido más de 10 000 hectáreas de bosque debido a la tala, los incendios, la recolección de leña y el desmonte para la agricultura y la ganadería.

## Turismo

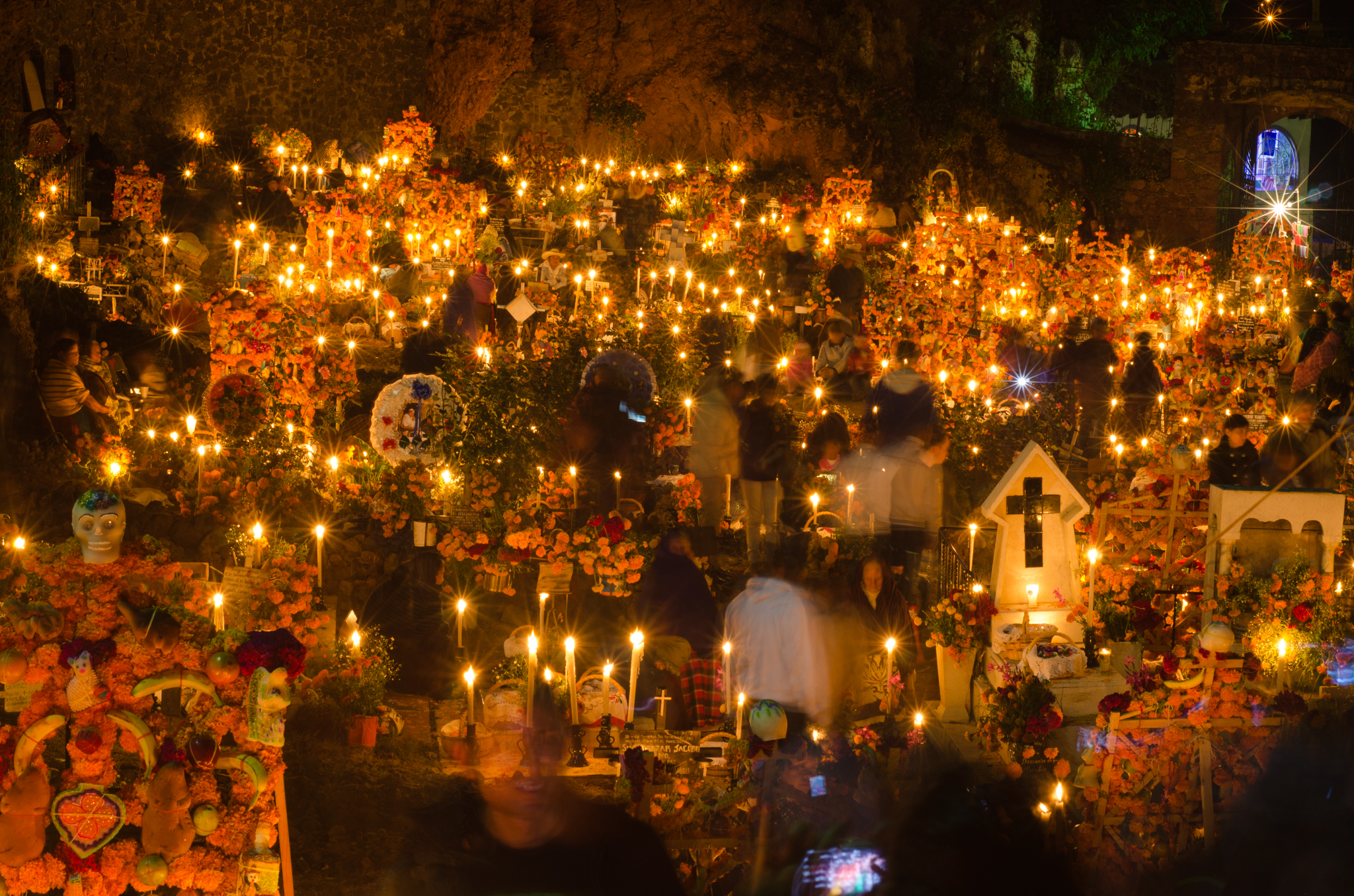
Noche de Muertos en la isla de Janitzio.

La actividad turística más importante es el recorrido en lancha a la isla de Janitzio.
La celebración del Día de Muertos es un acontecimiento reconocido mundialmente que tiene lugar en este lago cada dos de noviembre. Los habitantes de la región acuden al cementerio y adornan las tumbas con flores de cempasúchitl y colocan ofrendas en un ambiente de luz de las velas, a fin de recordar a los seres queridos ya fallecidos. El espectáculo ocurre en varios sitios del lago, en los que destacan las celebraciones de Janitzio y Tzintzuntzan, donde acude la mayor cantidad de turistas.

## Destrucción del ecosistema
Un estudio de 2009 explicaba la destrucción sostenida y acelerada del sistema ecológico del lago de Pátzcuaro. Uno de los principales culpables fueron décadas de política gubernamental errónea. Los autores hicieron hincapié en la gestión pesquera impulsada hasta la fecha, que ha provocado un acusado descenso de las poblaciones de peces autóctonos y, en algunos casos, las ha llevado al borde de la extinción. A este enfoque erróneo, que fomentó la introducción de diversas especies exóticas en la cuenca del lago endorreico mediante plantaciones piscícolas, se suman los innumerables vertidos de aguas residuales procedentes de zonas urbanas y rurales y de productos agroquímicos. La lenta extinción de la fauna autóctona del lago amenaza también el sustento de los pescadores tradicionales y sus familias. Todas estas causas han provocado un cambio negativo en todos los parámetros conocidos del lago.
Tampoco se ha respetado la naturaleza en torno al lago. Además de la contaminación ambiental general, la agricultura y la ganadería han ocupado mucho espacio. La deforestación, la quema y el desbroce se han llevado a cabo sin vacilar. Mientras tanto, las comunidades vecinas, institutos y fundaciones han puesto en marcha programas para poner fin a esta actividad desenfrenada.

## Galería de imágenes

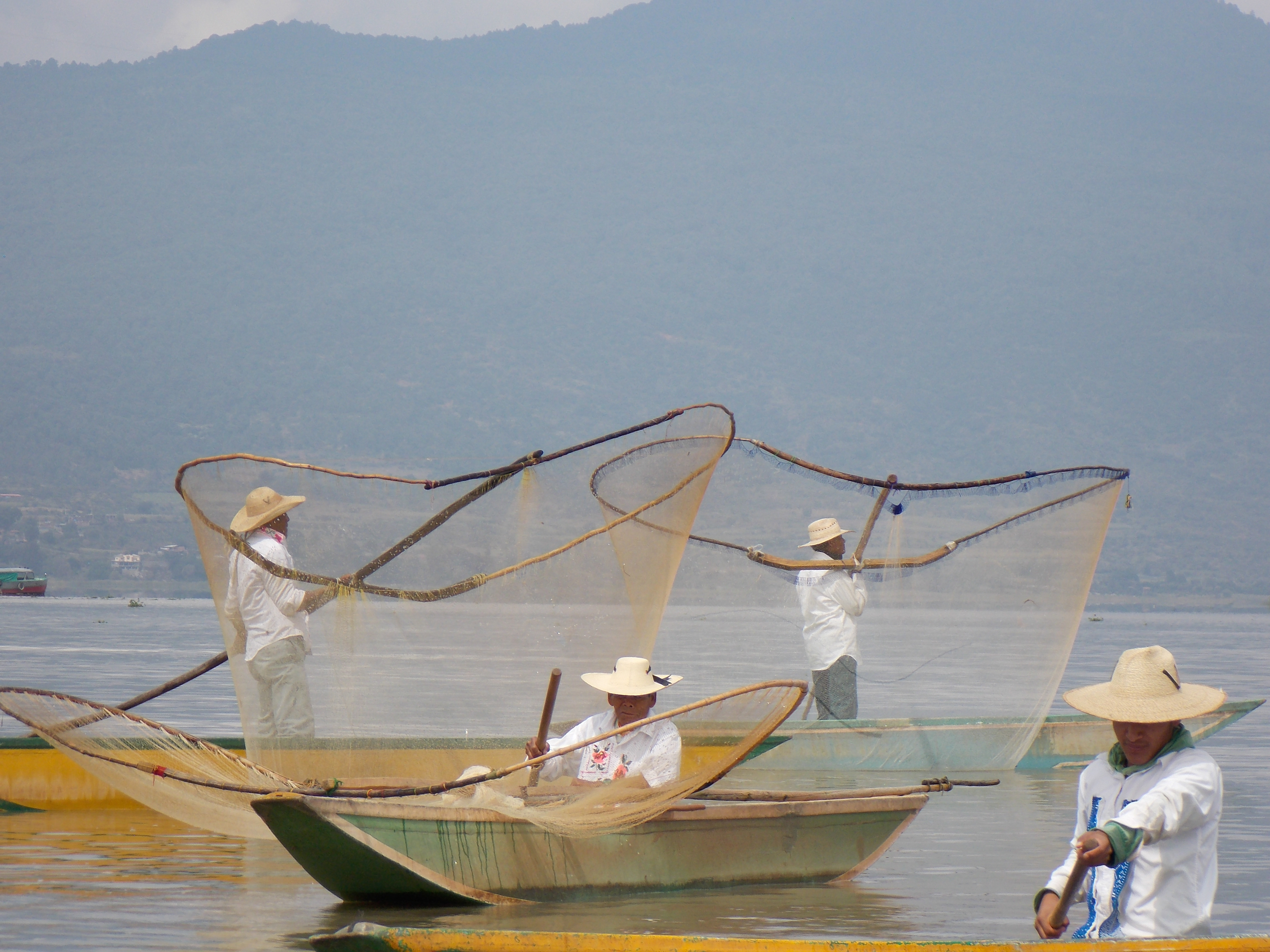
Pescadores en el lago.
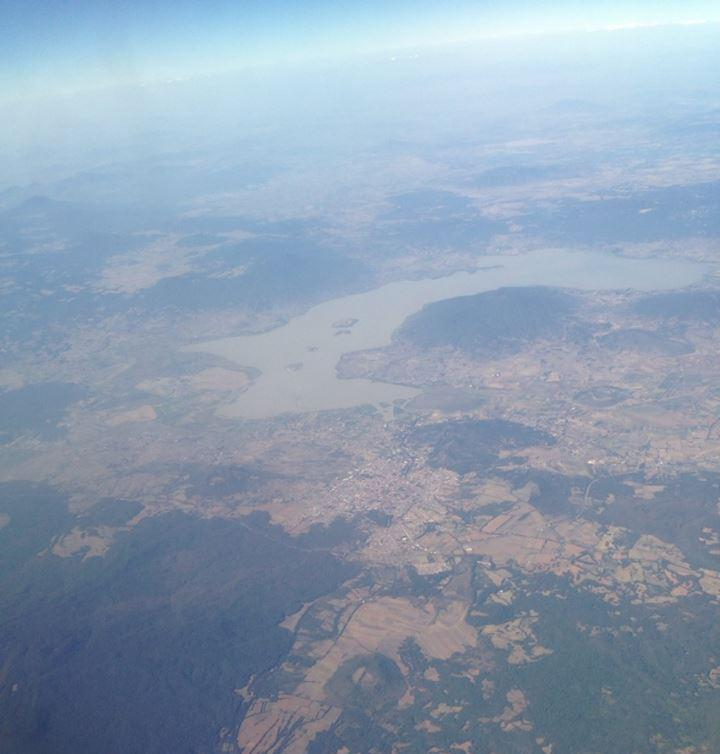
Lago de Pátzcuaro desde el aire.
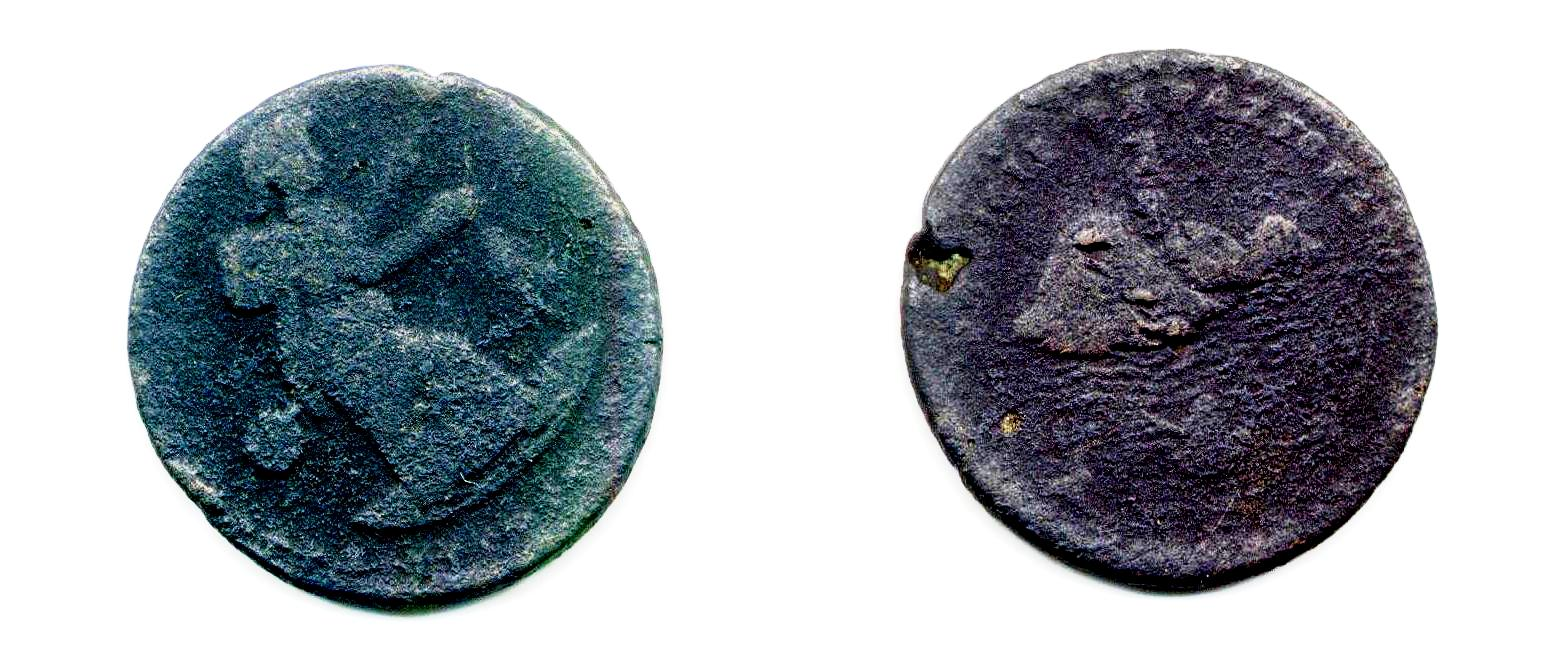
Moneda alusiva al lago de Pátzcuaro.